# Pavillon de l'étoile
Le pavillon d'été Hvězda (en tchèque : Letohrádek Hvězda) est un pavillon de chasse Renaissance dans l'ancienne réserve de chasse impériale (aujourd’hui parc Hvězda) située à Prague, non loin du lieu-dit la Montagne Blanche où se déroula la célèbre bataille de la Montagne-Blanche.

## Historique

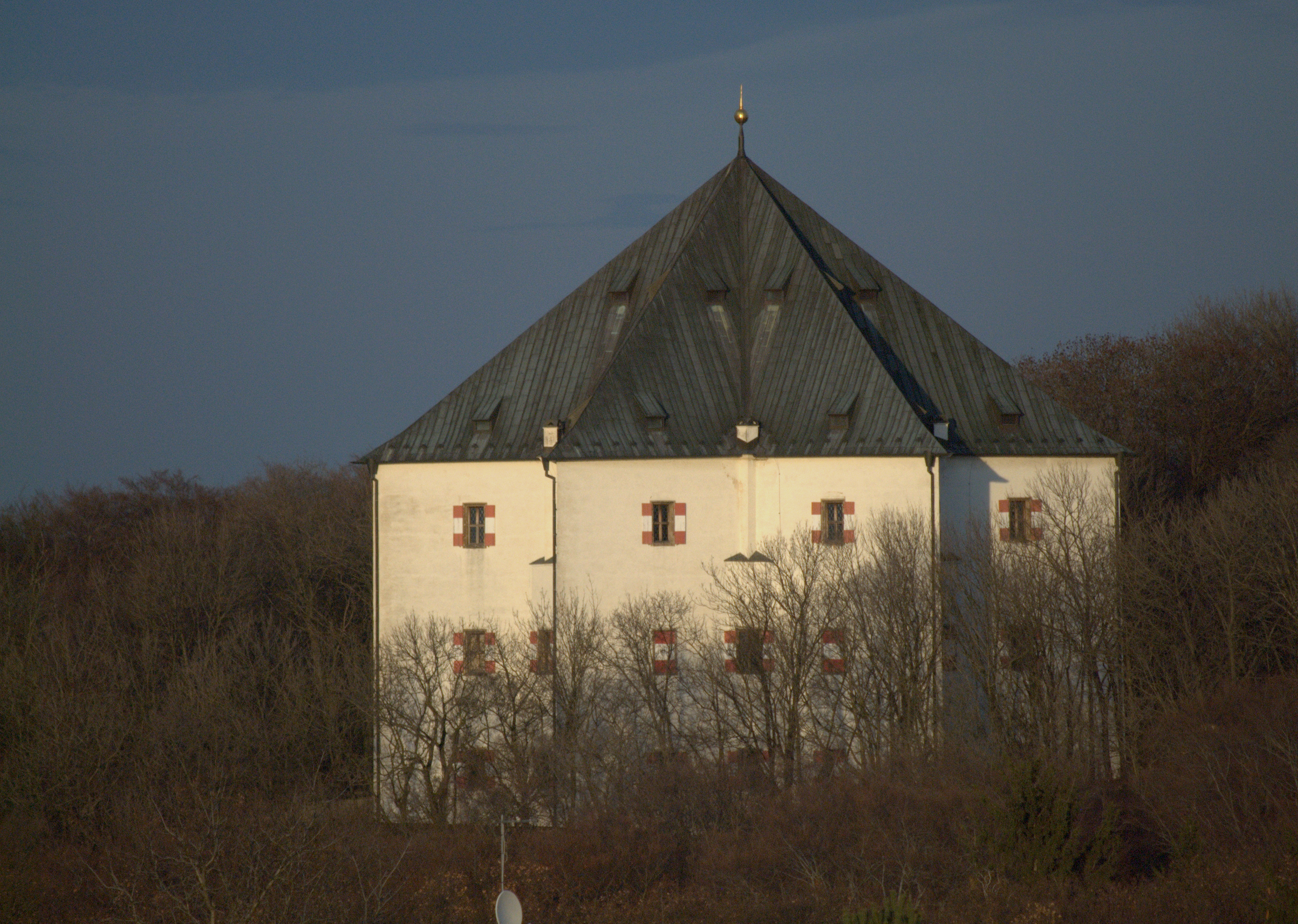
Vue générale.

Il fut réalisé sur ordre de l’archiduc Ferdinand de Tyrol au milieu du XVIe siècle par Giovanni Maria Aostalli del Pambio et Giovanni Lucchese puis Hans Tirol et Bonifác Wohlmut. Le plan du pavillon, unique en son genre parce qu'en forme d'étoile à six branches, est une figuration de la conception du cosmos de l’époque.
Une exposition permanente au sujet de sa construction s'y tient.
Le pavillon est inscrit depuis 1962 sur l'inventaire des monuments historiques.

## Le pavillon dans les arts
Le pavillon de l’Étoile est évoqué par André Breton dans son livre l'Amour fou, même si l’écrivain laisse entendre que le « château étoilé » se situe sur la flanc ou au pied de la montagne Teide, sur l’île de Tenerife :

« À flanc d'abîme, construit en pierre philosophale, s'ouvre le château étoilé. »

La photographie hors texte p. 145 prouve que c’est bien au pavillon de l’Étoile que le passage du livre fait allusion (on remarque que les fenêtres du premier étage sont obturées sur la photo). Du reste, Breton s’était rendu à Prague vers la même époque (1936).